# Taiaiake Alfred
Pour les articles homonymes, voir Alfred.
 (mai 2025).
- Si vous ne connaissez pas le sujet, laissez ce bandeau (vous pouvez alors contacter les auteurs).
- Si vous supprimez le contenu mis en cause (vous pouvez préalablement contacter les auteurs),

argumentez précisément cette suppression dans la page de discussion
(un manque de référence n'est pas un argument ; une recherche réelle de référence doit avoir été effectuée, être formellement documentée).
Gerald Taiaiake Alfred, né à Montréal, en 1964, est un intellectuel mohawk et un professeur à l'Université de Victoria. Il est le cofondateur, avec Jeff Corntassel, du programme d'études sur la gouvernance autochtone visant le développement d'une intelligentsia autochtone.

## Biographie
Il a été élevé à Kahnawake, une réserve mohawk située près de Montréal, dans la province de Québec.
Il possède un baccalauréat de l'Université Carleton, ainsi qu'une maîtrise et un doctorat de l'Université Cornell.
Selon le politologue Francis Dupuis-Déri : « le philosophe mohawk Taiaiake Alfred cherche à dégager de la tradition sociopolitique autochtone des éléments qui permettraient d’établir des ponts avec l’anarchisme [...] Alfred parle d’anarcho-indigénisme».

## Vues politiques et inspirations
Ses travaux sont orientés vers la décolonisation des peuples autochtones et soulignent la contemporanéité du colonialisme au Canada. Taiaiake s'attache à mettre en lumière les philosophies traditionnelles autochtones au sein des nations haudenausonee et prône leur mise en pratique quotidienne dans une optique de résurgence autochtone. Il s'inspire notamment des écrits de Frantz Fanon, Albert Memmi, Michel Foucault et de Vine Deloria Jr.